# Peculator porphyria
Peculator porphyria is een slakkensoort uit de familie van de Volutomitridae. De wetenschappelijke naam van de soort is voor het eerst geldig gepubliceerd in 1896 door Verco.